# Chagny (Saône-et-Loire)
Chagny [ʃaɲi] ist eine französische Stadt mit 5.402 Einwohnern (Stand 1. Januar 2022) im Département Saône-et-Loire in der Region Bourgogne-Franche-Comté. Sie ist Hauptort des Kantons Chagny im Arrondissement Chalon-sur-Saône.

## Geografie

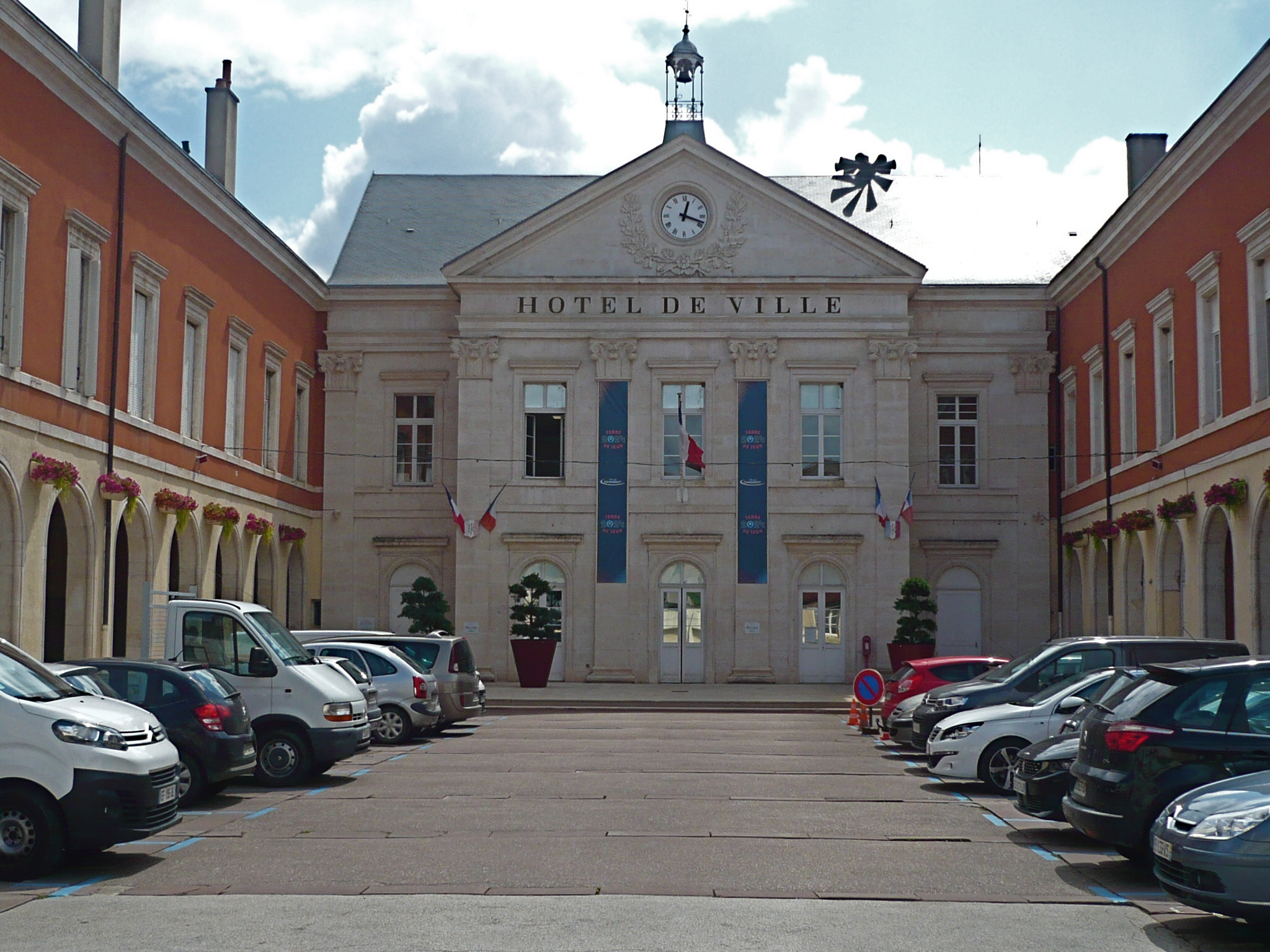
Hôtel de ville (Rathaus)

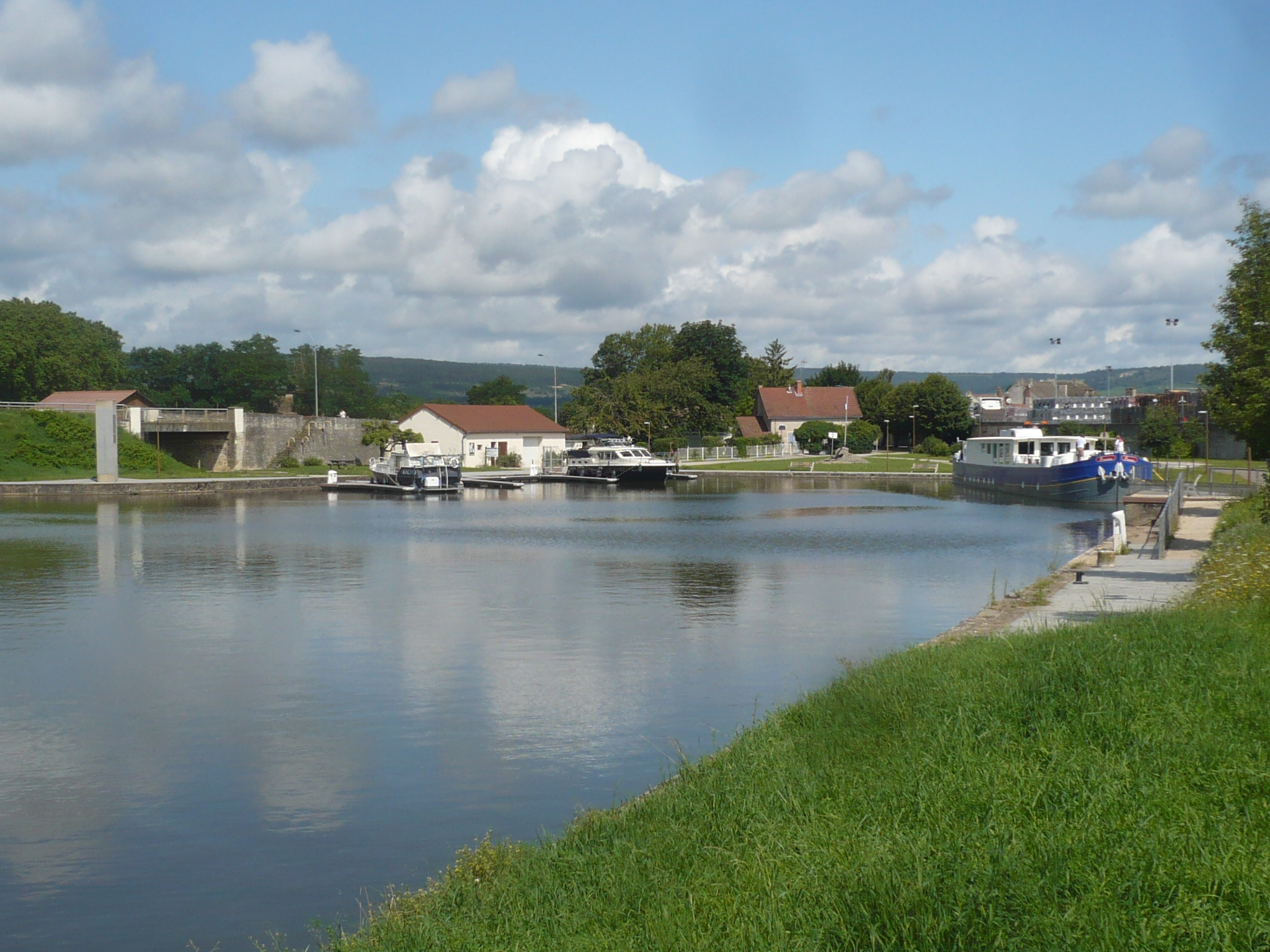
Hafen am Canal du Centre

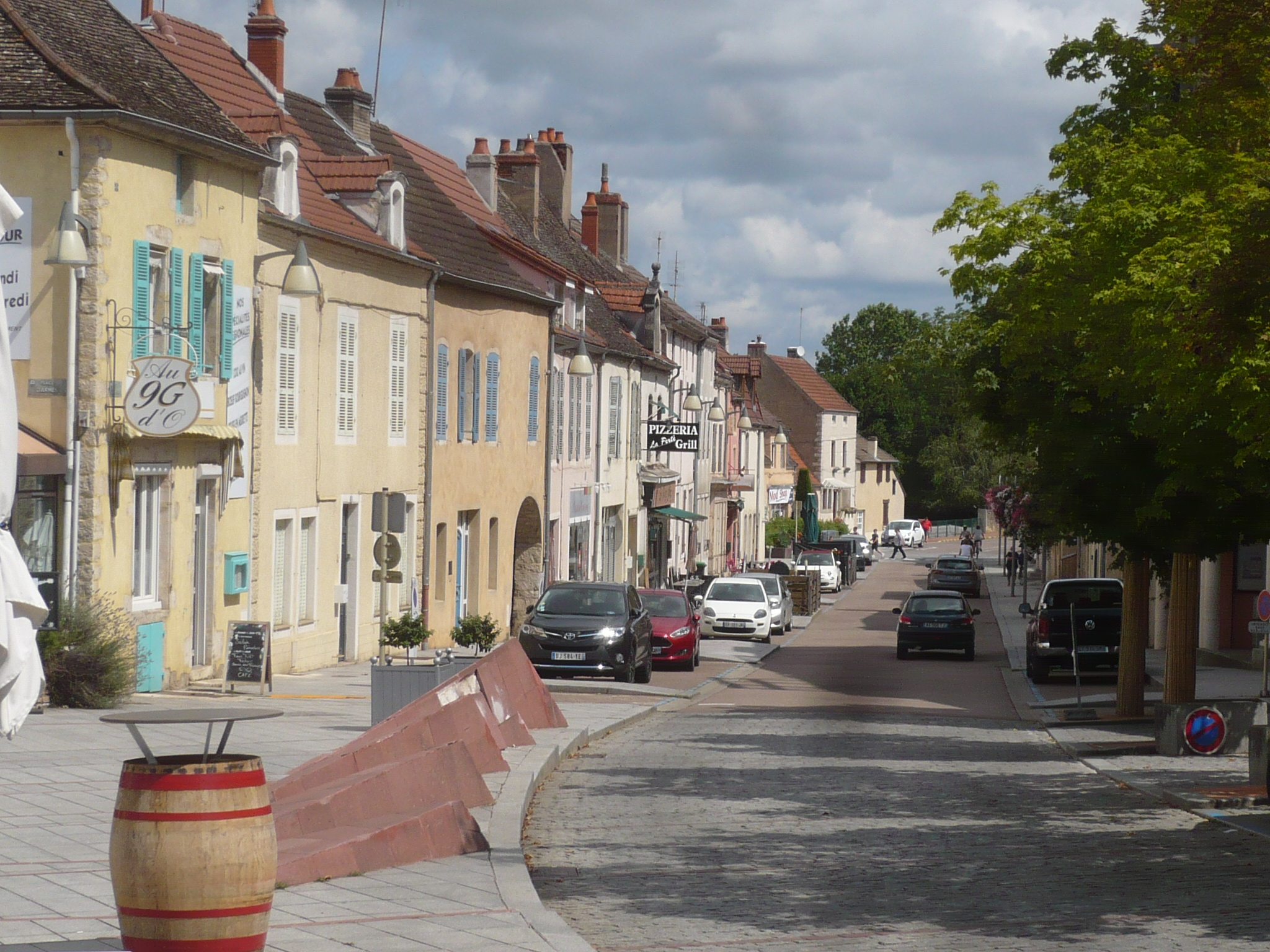
Rue de la Ferté

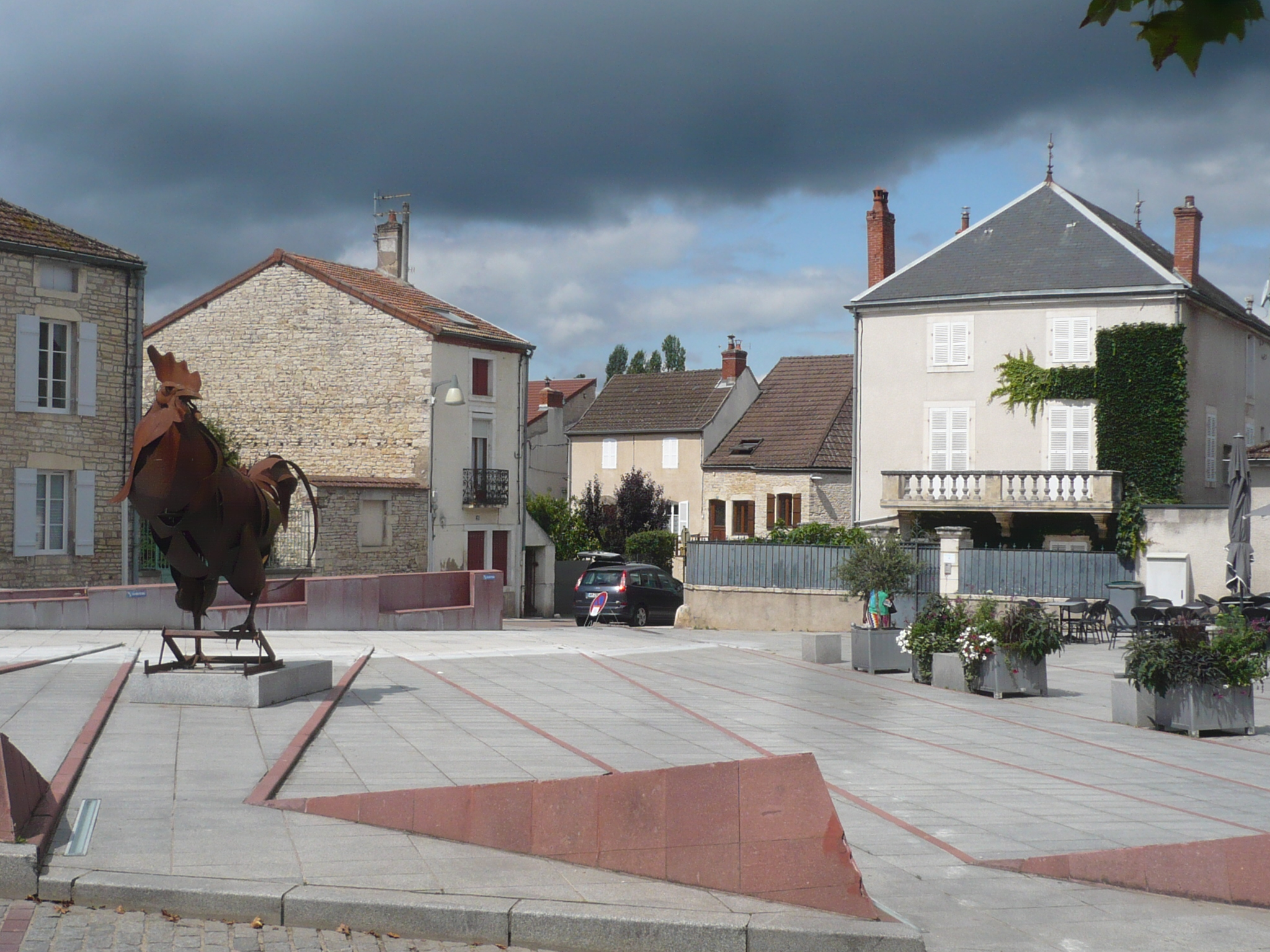
Place d’Armes

Die Stadt liegt mitten in einer Weinbauregion des Burgund, auf halbem Wege zwischen Beaune und Chalon-sur-Saône. Sie wird im Norden von der Dheune durchflossen und im Süden und Westen vom Canal du Centre durchquert. Auch das Flüsschen Vandaine entspringt hier und durchquert das Waldgebiet Forêt de Chagny Richtung Osten. Im Bahnhof Chagny trifft die Bahnstrecke Nevers–Chagny auf die Bahnstrecke Paris–Marseille.

## Geschichte
Chagny wurde als Cadiniaco villa im Jahr 840 durch Kaiser Lothar I. urkundlich erwähnt. Danach hieß die Stadt Cavagnacum, später Chaigny, und im Laufe der Zeit wurde daraus der heutige Name. 
Während des Hundertjährigen Krieges richteten marodierende Söldnertruppen, sogenannte Grandes Compagnies, ihr Hauptquartier in der Festung des alten Schlosses ein und plünderten von da aus das gesamte Umland. 1369 entsandte König Karl V. seinen Oberbefehlshaber, Bertrand du Guesclin, nach Chagny, um deren Anführer zu überreden nach Kastilien zu ziehen und am Krieg um die Thronfolge zwischen Heinrich von Trastamara und Peter dem Grausamen teilzunehmen. Durch diesen Schachzug konnte er die Provinz von den plündernden Truppen befreien. Nach dem Abzug der Söldner wurde die Festungsanlage geschleift.
Durch seine günstige Lage an den Verkehrsadern Richtung Autun, Beaune und Chalon-sur-Saône, kam es zu einer positiven wirtschaftlichen Entwicklung der Stadt. Diese wurde durch die Eröffnung des Canal du Centre im Jahr 1793 und der Bahnstrecke Paris–Marseille der PLM 1849 begünstigt, sodass sich um Glashütten und Ziegeleien ein Industriezentrum entwickelte. Der Kanal hat seither seine Bedeutung für die Industrie verloren, wird jedoch für den Wassertourismus mit Sport- und Hausbooten genutzt.

## Bevölkerungsentwicklung
| Jahr      | 1962 | 1968 | 1975 | 1982 | 1990 | 1999 | 2007 | 2018 |
| Einwohner | 4687 | 5205 | 5661 | 5339 | 5346 | 5591 | 5391 | 5535 |

Quellen: Cassini und INSEE

## Verkehr

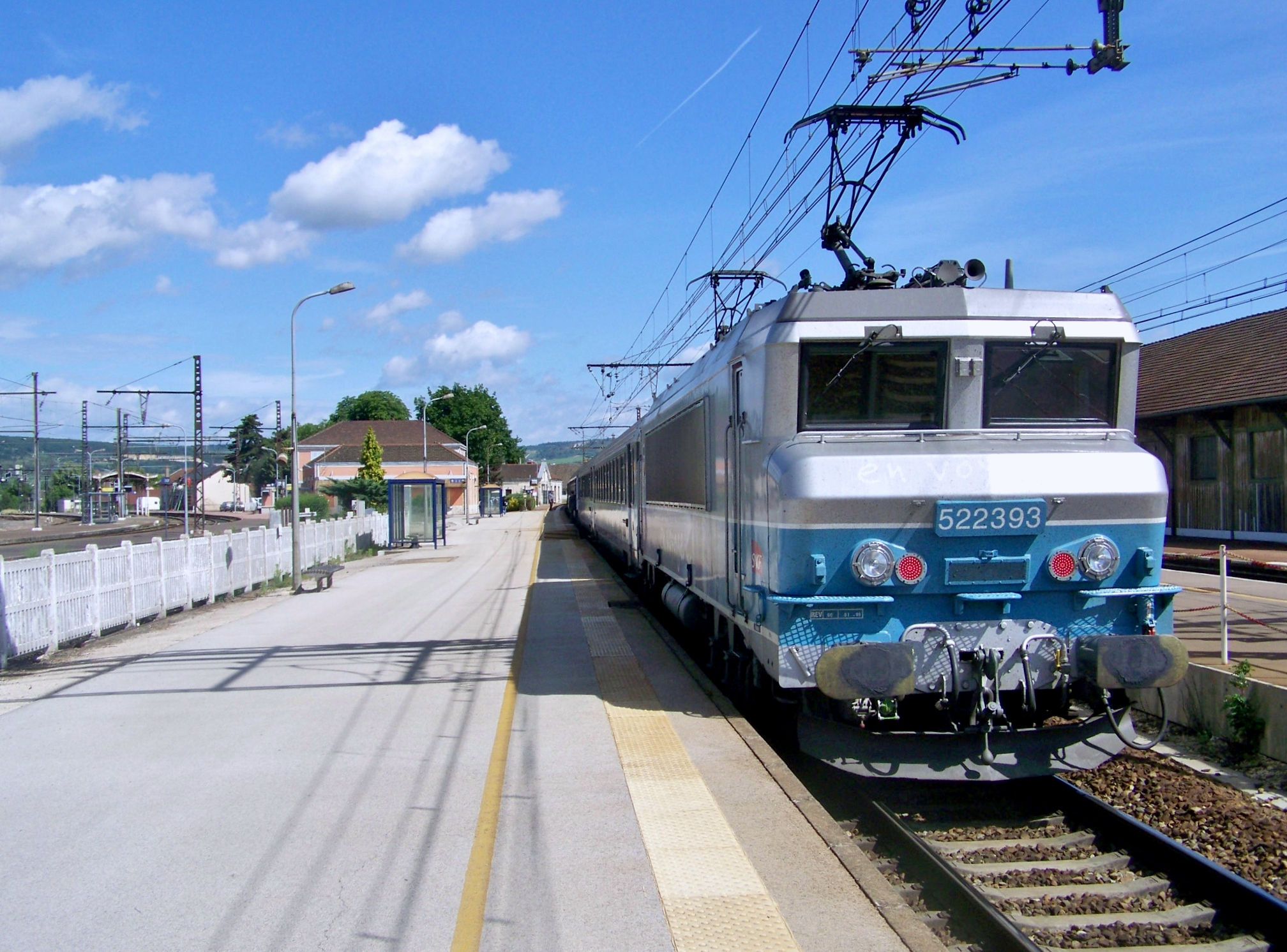
Bahnhof mit TER der Relation Grenoble–Dijon (2009)

Der Bahnhof von Chagny liegt an der Bahnstrecke Paris–Marseille und ist Ausgangs- bzw. Endpunkt der Bahnstrecke Nevers–Chagny. Bedient wird er im Regionalverkehr durch TER-Züge.

## Sehenswürdigkeiten
- Romanische Kirche Saint-Martin, mit quadratischem Glockenturm aus dem 11. Jahrhundert
- Spitals-Apotheke, gegründet im Jahre 1715 und nahezu unverändert erhalten

## Persönlichkeiten
- Pierre Jeannin (um 1540–1622/1623), französischer Finanzminister und Baron von Chagny

## Städtepartnerschaften
Die Internetpräsenz der Gemeinde Chagny listet zwei Partnerstädte auf:
- Letchworth, England, Vereinigtes Königreich
- Wissen, Rheinland-Pfalz, Deutschland